# Дніпровська ГЕС
Дніпро́вська ГЕС (ДніпроГÉС) — п'ятий ступінь нижчої частини каскаду гідроелектростанцій на річці Дніпро. Розташована у Дніпровському районі міста Запоріжжя. Утворює найстаріше на Дніпрі Дніпровське водосховище. У 1930-ті роки відома під назвою Дніпрельстан (скорочення від «Дніпровська електростанція»).

## Будівництво
Перші спроби проєктування гідроелектростанції на дніпрових порогах зустрічається у постановах Ради Міністрів Української Держави за травень 1918 року: 
|  | Визнати, що шлюзування дніпрових порогів та використання водяної сили їх повинно бути насамперед, як питання найголовнішого державного значення. На обстеження, проєктування та початок шлюзування було виділено 8 млн карбованців. |

15 березня 1927 року — офіційна дата початку будівництва Дніпровської ГЕС, в ході виконання програми індустріалізації СРСР. Для реалізації проєкту було залучено 13 тис. робітників, кількість яких до 1931 року зросла до 36 тис. Для них було зведено Соцмісто та створена інфраструктура.
Перший гідроагрегат ввели в експлуатацію 10 жовтня 1932 року, а вже 1939 року стали до ладу всі 9 гідроагрегатів станції загальною потужністю 560 тис. кВт. 8 турбін поставила американська компанія «Ньюпорт Ньюс» (англ. Newport News Shipbuilding and Drydock Company (NNS), ще одна турбіна — копія американської, вироблена в Радянському Союзі. 5 генераторів поставлено американською компанією «General Electric», ще чотири аналогічні вироблено на Ленінградському заводі «Електросила». За підрахунками фахівців, загальна сума витрат на Дніпровську ГЕС склала 400 млн доларів США.
Технічний нагляд за веденням будівництва здійснював полковник Г'ю Лінкольн Купер інженерного корпусу США. Він був головним інженером-консультантом проєкту на запрошення радянського уряду. у проєкті Дніпровської ГЕС був використаний досвід будівництва Гідрокомплексу Сера Адама Бека на Ніагарському водоспаді та ГЕС Ла-Габель (Квебек, Канада).

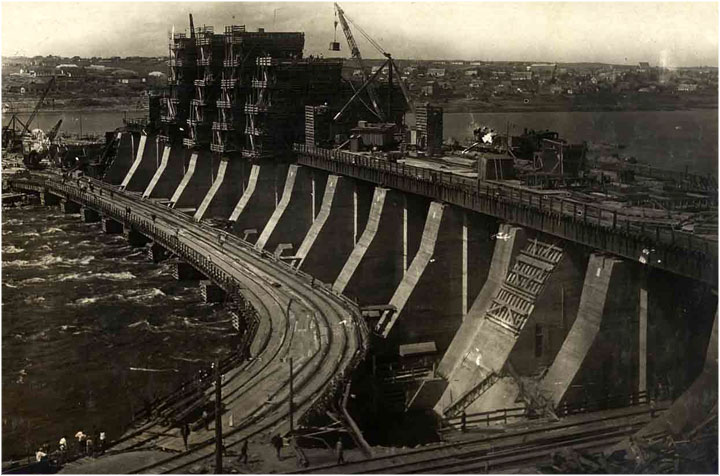
Будівництво Дніпровської ГЕС (1930)
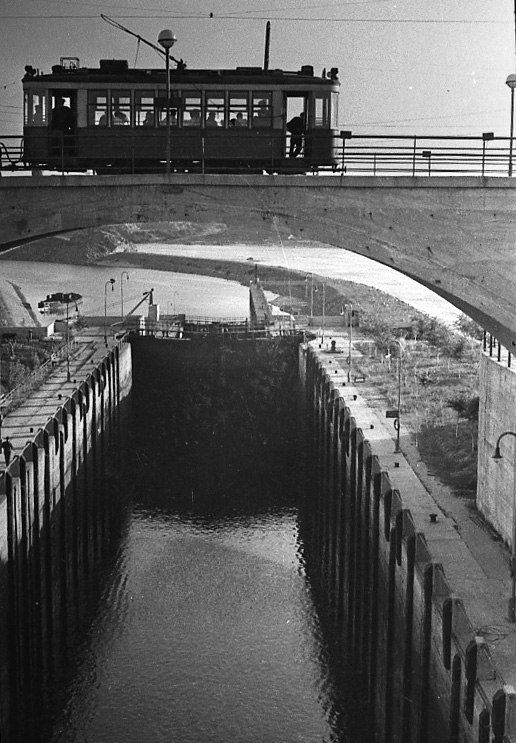
Трамвай прямує через шлюзи греблі (1930-ті)
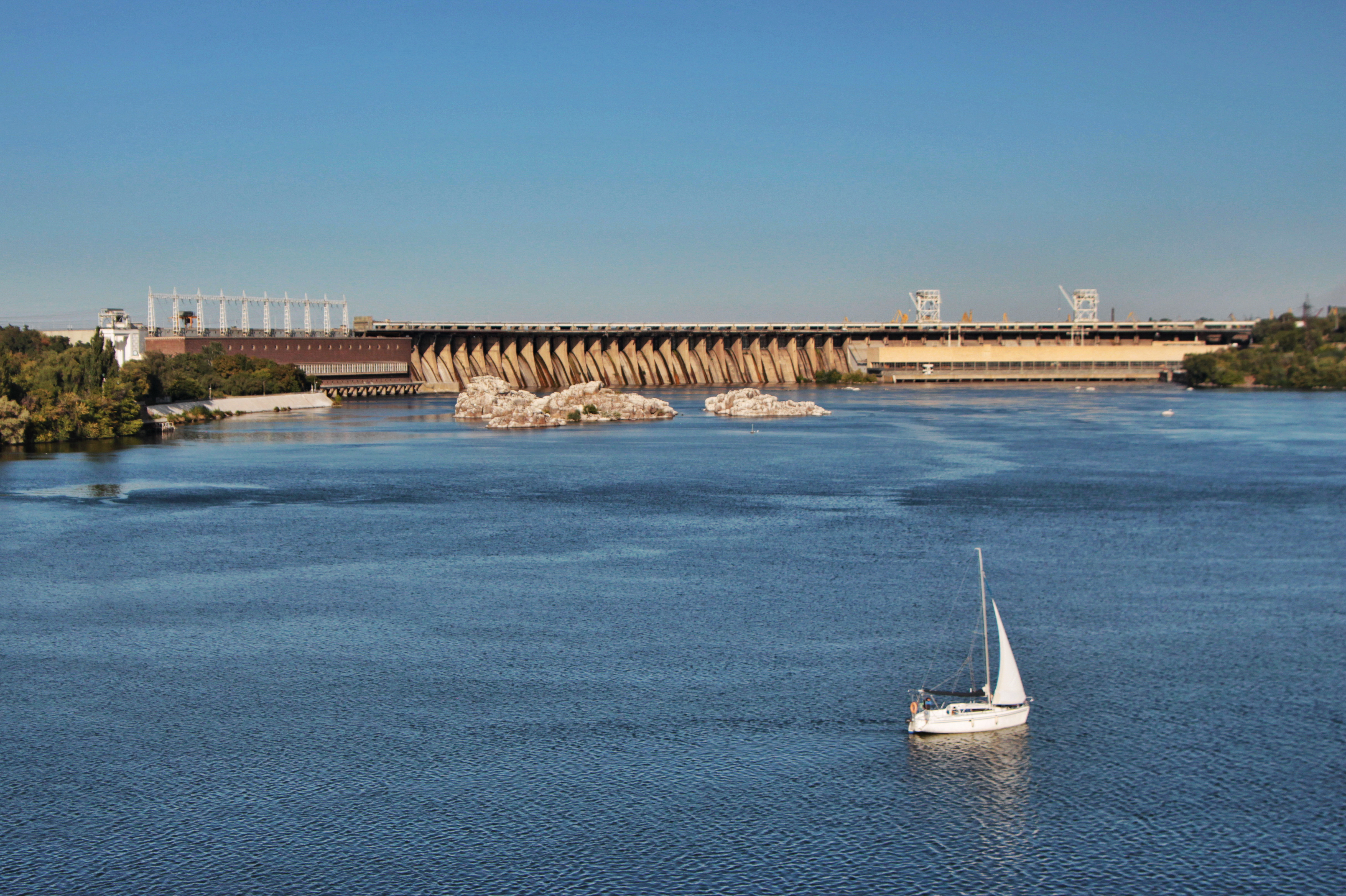
Краєвид на Дніпровську ГЕС

Внаслідок підйому води після спорудження греблі було затоплено понад 50 населених пунктів.
30 вересня 1934 року відкрита одноколійна трамвайна лінія греблею ДніпроГЕС на правий берег, якою курсував маршрут № 7. Напрямок руху трамвая здійснювався двосторонній однією колією, вагон трамвая відповідно мав контролер машиніста по обидві сторони, водій переходив на зупинці, яких було лише дві. Вздовж салону були облаштовані дві лави з натурального дерева. Щогодини він вирушав від Будинку громадських організацій (нині — міський відділ поліції) до Механічного заводу. Працював трамвай з 06:00 ранку до 01:00 години ночі. Водіями здебільшого були чоловіки, а кондукторами — жінки. Спочатку останній нічний трамвай курсував лише після завершення циркової програми в цирку-шапіто, що розташовувався у парку Металургів.
17 вересня 1932 року, за особливо видатну роботу на ДніпроГЕСі, нагороджено орденами Трудового Червоного Прапора американські інженери-консультанти — Франк Фейфер, Вільгельм Меффі, Фрідріх Вінтер, Георг Біндер та інженери «General Electric» Чарльз Джон Томсон, Г'ю Купер.
17 липня 1933 року здійснено перший рейс з Києва до Херсона через шлюзи Дніпровської ГЕС. Першим на цій дистанції, після ліквідації порогів, пройшов теплохід «В. Я. Чубар».

## Руйнація
18 серпня 1941 року, о 20:15, після отримання інформації про прорив німецьких військ в районі Запоріжжя греблю ДніпроГЕСу підірвано працівниками НКВС. Вибух на ДніпроГЕСі готували начальник відділу військово-інженерного управління штабу Південного фронту підполковник Олексій Петровський та представник Генерального штабу Червоної армії, начальник окремого науково-дослідного військово-інженерного інституту (Москва) воєнний інженер 1-го рангу Борис Єпов. Вибух був підготовлений заздалегідь ще на початку серпня і постфактум схвалений Сталіним. Внаслідок вибуху 20 тонн тринітротолуолу (за іншими даними — амоналу) в греблі виникла пробоїна завдовжки 175,5 м (неушкодженими залишилися бики № 10 та № 21) та заввишки 21,2 м, через яку ринула вниз майже шестиметрова хвиля, спричинивши руйнування будинків у береговій зоні. Найбільше від раптової повені постраждали жителі низинного району міста — там були розташовані пристань, судноремонтний завод і склади. За спогадами очевидців, наслідки потопу тут були схожі на весняний паводок що підтопив вулиці, прилеглі до берегу Дніпра.

Дніпровська (Запорізька) ГЕС після підриву радянськими підривниками у 1941 році

Про майбутній вибух чекістське командування підривників, що виконували спецзавдання, не повідомило ані місцеве населення, ані військове керівництво, тож виконавців вибуху радянська контррозвідка заарештувала, як ворожих диверсантів, проте після втручання керівництва випустила. Вибух призвів до руйнації машинного залу і припинення енергопостачання, внаслідок чого була паралізована діяльність промислових підприємств Запоріжжя.
Жертви серед червоноармійців та цивільного населення часто оцінюються цифрами від 20 тисяч до 80 -120 тисяч осіб, що однак не підтверджується жодними свідченнями та розслідуваннями. Навпаки, у документах 274-ї стрілецької дивізії згадується що після підриву підрозділи дивізії продовжували утримувати острів Хортиця (знаходиться за 1,5 км від греблі нижче за течією), а в донесеннях 2-го кавалерійського корпусу 18-ї та 9-ї армій відзначається що вони «в цілому успішно переправилися на лівий берег Дніпра». Втрати німецької армії не відомі, але з огляду на те, що гребля була зруйнована при наближенні гітлерівців — можливо їх не було взагалі.
Деякі дослідники ставлять під сумнів число людських втрат, як не підтверджене документально, та вважають, що підрив греблі був хоч і вимушеним, але обґрунтованим кроком, оскільки боєздатність затоплених військ була низькою і вони потенційно не були здатними зупинити німецький наступ.
Після захоплення Запоріжжя вермахтом (через 46 діб після вибуху) німецькі будівельні частини відновили зруйновану частину греблі, а влітку 1942 року замість обладнання, виведеного з ладу, запрацювало нове — німецького виробництва.

ДніпроГЕС влітку 1942 року - після відновлення німцями греблі
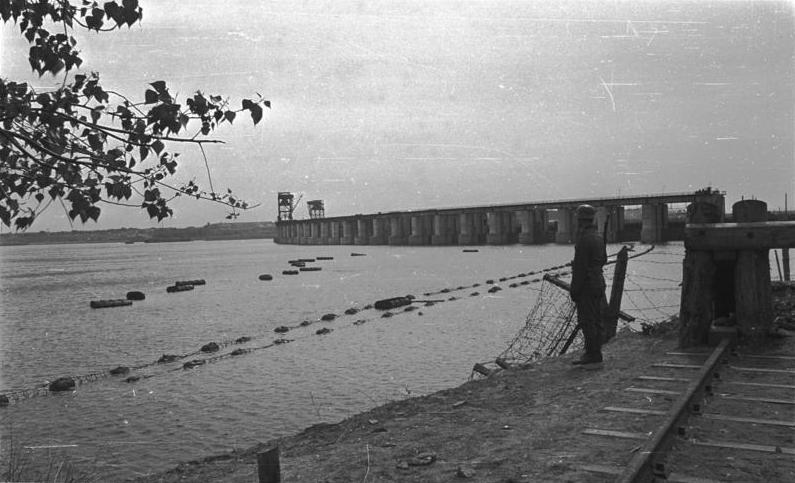
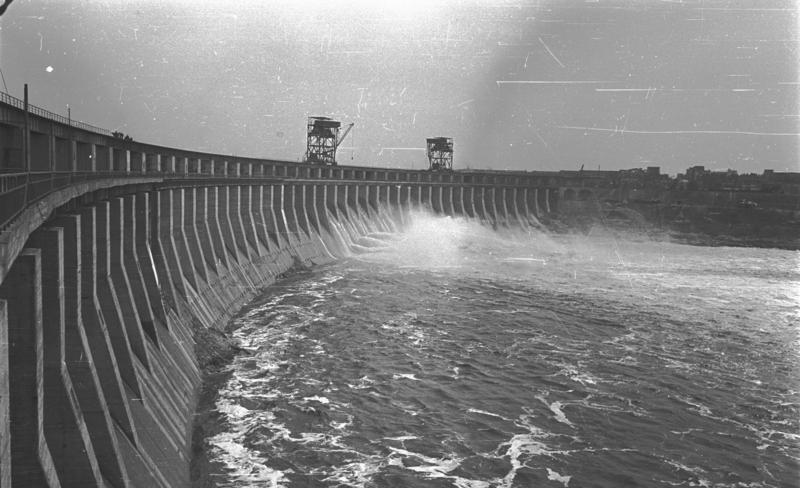
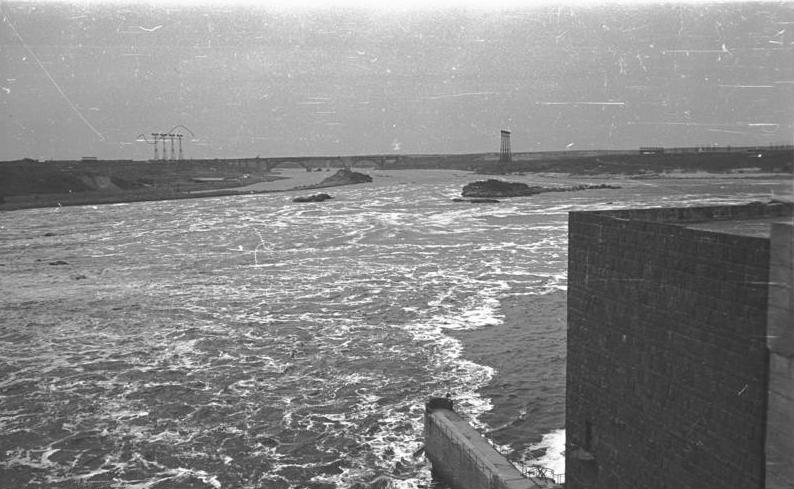
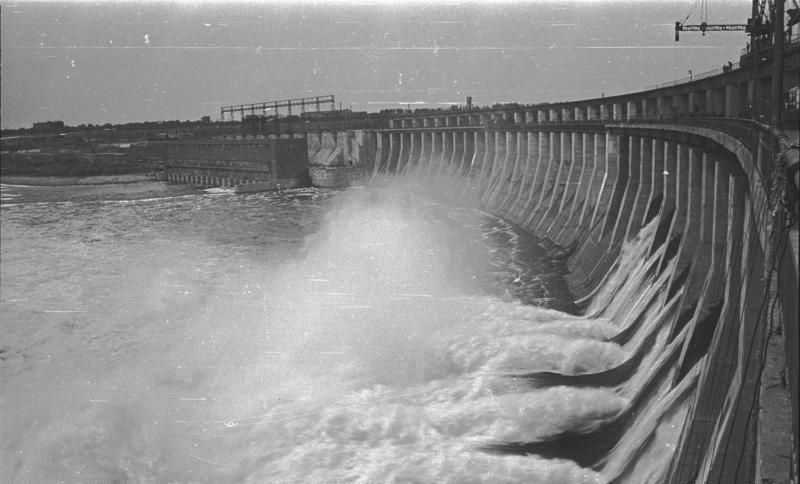

Внаслідок руйнації греблі та технічних споруд гідроелектростанції енергопостачання Донбасу було суттєво порушено. Відповідальність за відновлення дільниці зруйнованої греблі завдовжки 175 м була покладена на організацію «Todt» за участю будівельного об'єднання концерна «Siemens» компанії «Philipp Holzmann AG».
Після завершення ремонтно-відновлювальних робіт 31 грудня 1942 року, вже у січні 1943 року було почато виробництво електроенергії при виробничій потужності до 42 МВт. Протяжність цієї монументальної споруди з усією греблею склала 3 км.

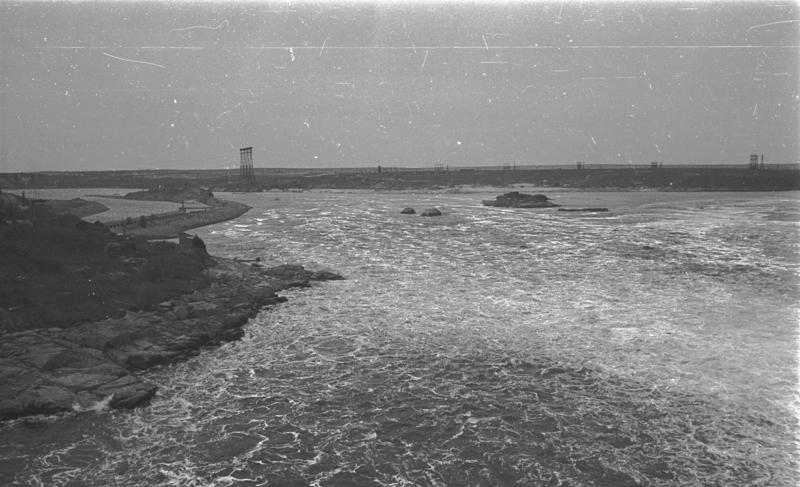
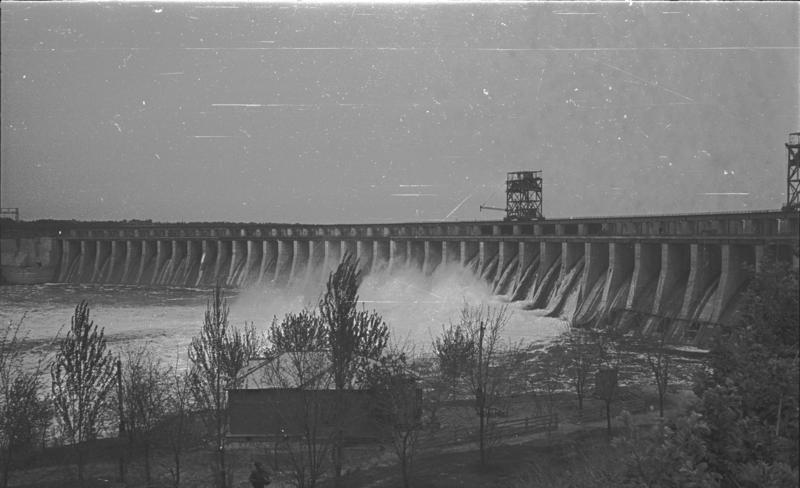
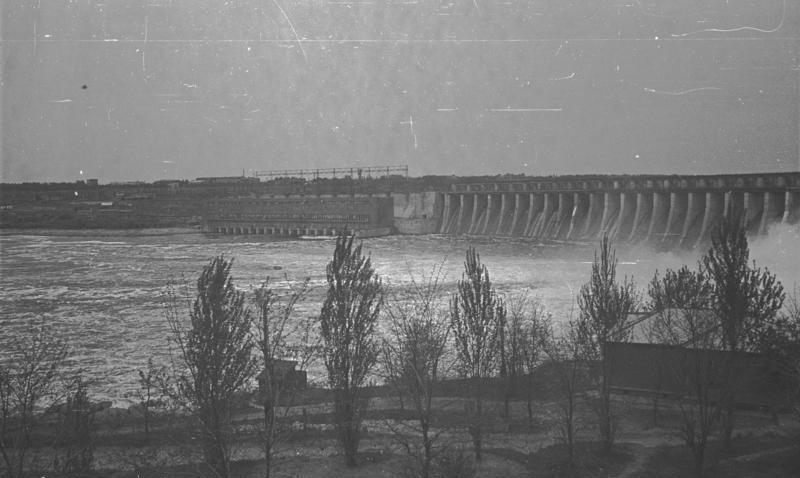
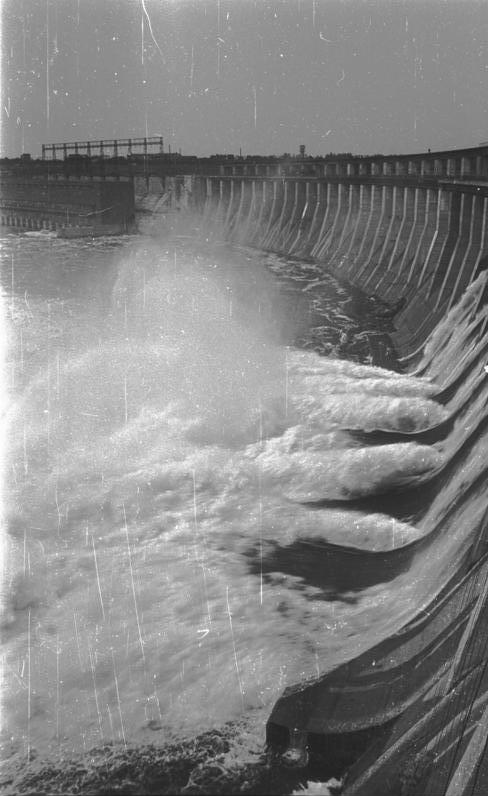
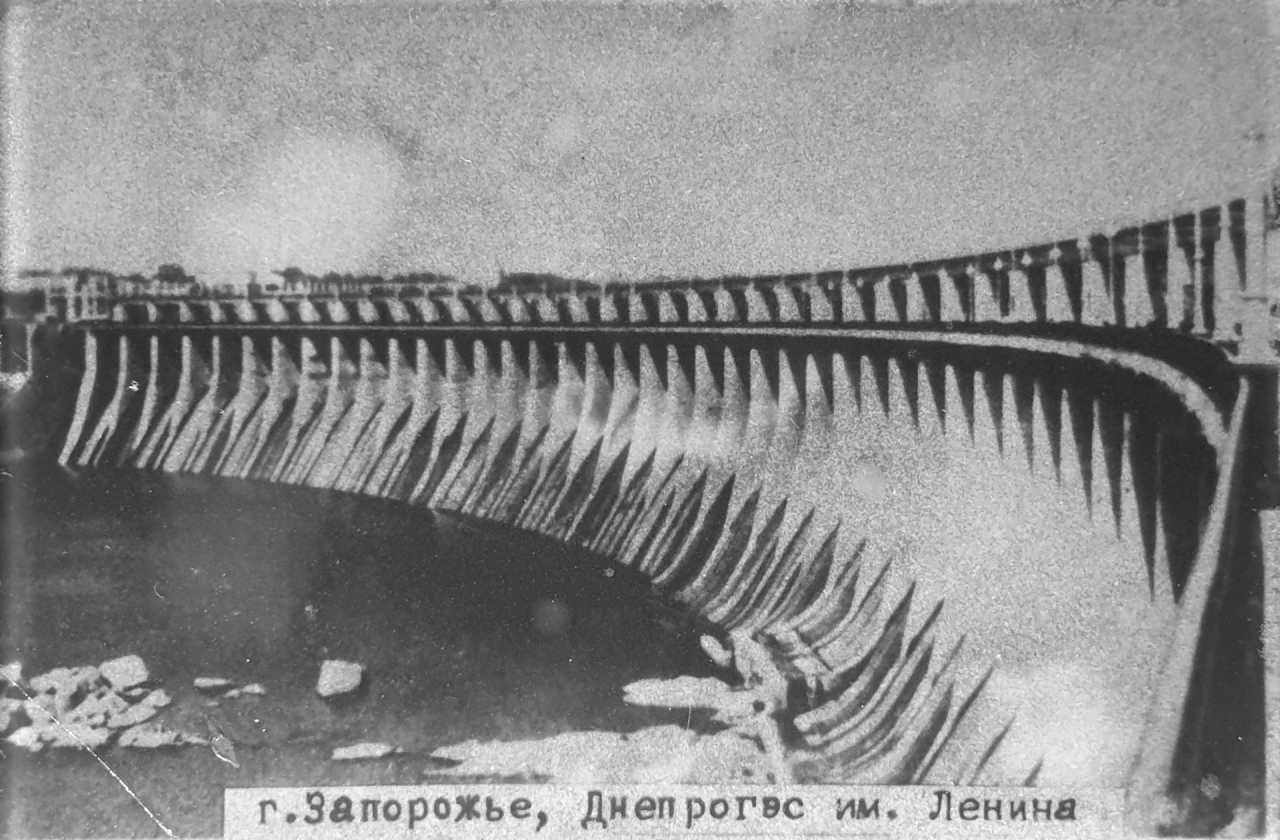

Після змін становища на фронті, ще задовго до початку свого відступу, німці почали готувати ДніпроГЕС до руйнування. У березні вони завезли перші 12 вагонів вибухівки та приступили до мінування греблі. Усього для руйнування ДніпроГЕСу гітлерівці підвезли понад 200 тонн вибухових речовин і десятки авіабомб. При цьому бомби укладалися безпосередньо в турбіни по п'ять штук в кожну. У військових мемуарах пишеться, що німці планували висадити в повітря всю греблю цілком, але була зруйнована лише частина.

## Відновлення
Навесні 1944 році, ще до остаточного закінчення Другої світової війни, у Запоріжжі розпочалось відновлення Дніпровської ГЕС. Проєктом реконструкції електростанції керував архітектор-конструктивіст Віктор Веснін. Будівельники почали із встановлення тимчасових навісних мостів між розтрощеними бетонними конструкціями, швидко зведена захисна дамба, а тріщини в греблі були залиті цементним розчином. У 1944—1945 роках вдалося відновити міст через шлюз, а вже влітку 1945 року аванкамерний міст знову набув довоєнного стану. Кожен етап будівництва супроводжувався складною ручною працею, примітивною технікою та нестачею матеріалів. На відбудові станції працювало близько 50 тисяч будівельників, серед них переважно жінки, оскільки заміняли мобілізованих чоловіків. У жорстких умовах повоєнного дефіциту було демонтовано 42,8 тисячі тонн металу, розібрано 250 тис. м³ завалів, зацементувано 210 тис. м³ пошкодженого бетону та укладено понад 240 тис. м³ нового, а також встановили 43 тис. тонн конструкцій та обладнання. 
Однією перепоною з відбудови стало зникнення проєктної документації. Архів будівництва, що був вивезений німецько-фашистськими загарбниками під час відступу, вважався втраченим. Лише у 1945 році його було знайдено у Чехословаччині та повернули до Запоріжжя.
У березні 1947 року запрацював перший відновлений агрегат Дніпровської ГЕС. За два тижні він офіційно введений в експлуатацію. Потужність станції перевищила довоєнну — з 560 до 650 МВт, що на 16 % більше. Вже згодом Дніпровська ГЕС щорічно видавала 3,5 млрд кВт/год. електроенергії, залишаючись найпотужнішою гідроелектростанцією Європи аж до 1956 року.
31 серпня 1949 року — шостий агрегат. 12 червня 1950 року до ладу став останній, дев'ятий гідроагрегат, відродженої електростанції.

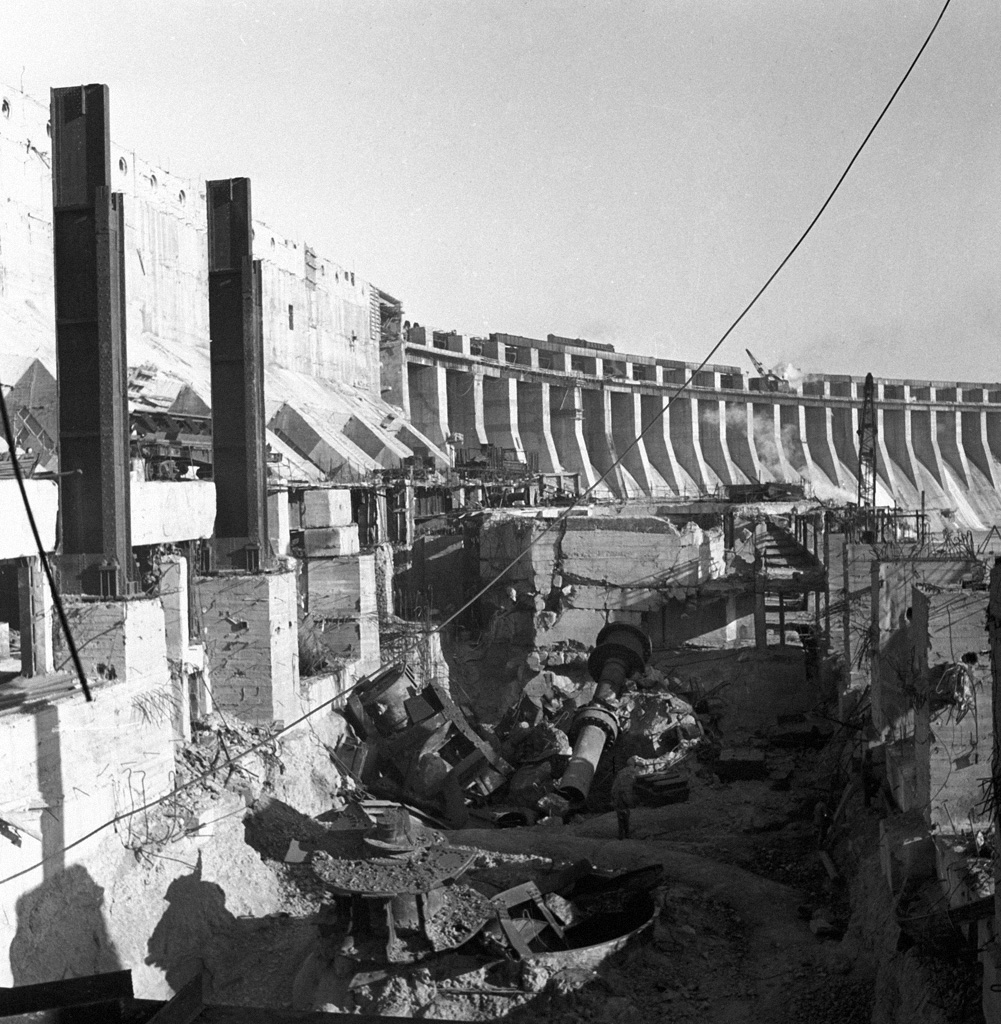
Зруйнований машинний зал ДніпроГЕС (фото Макса Альперта, 1943)
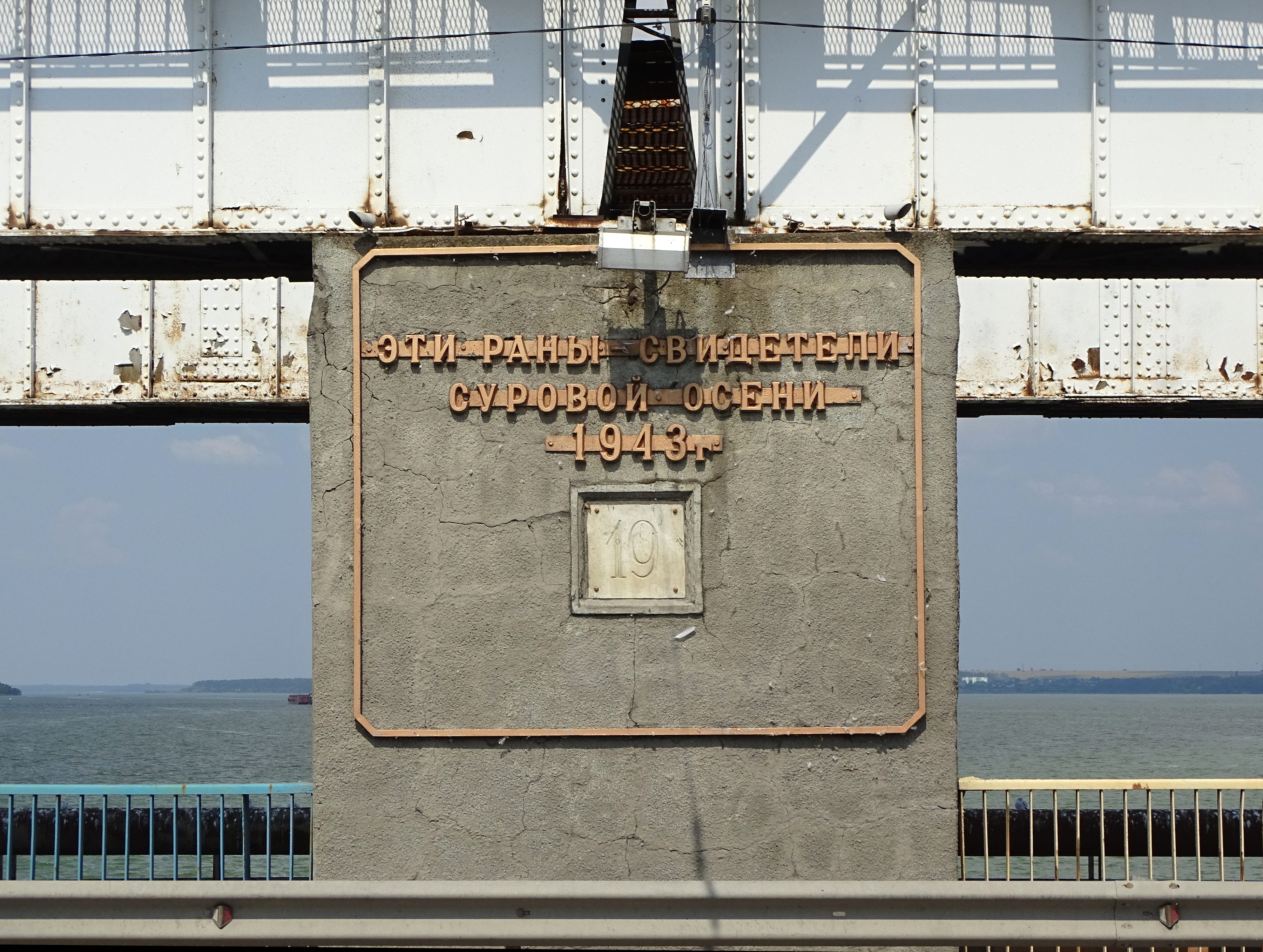
Сліди обстрілу ДніпроГЕСу восени 1943 року

22 квітня 1972 року розпочато будівництво другої черги Дніпровської ГЕС. 1974 року введено в експлуатацію перший гідроагрегат, а 1981 року — станція вийшла на повну потужність.

## Реконструкція

### Перший етап
За роки експлуатації обладнання встановлене на Дніпровській ГЕС застаріло морально та фізично, в зв'язку з чим ухвалено рішення про проведення першого етапу реконструкції у 1996 році. 1-й етап реконструкції проводився за рахунок кредитних коштів Світового Банку Реконструкції та Розвитку, гранту Швейцарського уряду та власних коштів.
В обсяг першого етапу реконструкції входили:
- заміна гідротурбінного обладнання ГЕС-1 на шести агрегатах;
- модернізація шести гідрогенераторів;
- заміна застарілого обладнання відкритих розподільчих установок 150, 330 кВ на нове імпортне обладнання — вимикачі, роз'єднувачі, трансформатори струму, трансформатори напруги, обмежувачі перенапруги, підвісна ізоляція;
- заміна застарілих систем збудження, управління та контролю новим  закордонним обладнанням на дев'яти агрегатах.

Перший етап реконструкції дозволив збільшити наявну потужність Дніпровської ГЕС-1 на 42 МВт, збільшити ККД агрегатів на 3 %, завдяки чому забезпечив додатковий виробіток 100 млн кВт/годин електроенергії щорічно, підвищив керованість та надійність роботи обладнання ГЕС.

### Другий етап
У 2007 році розпочато другий етап реконструкції, до якого входить заміна 97 одиниць електрообладнання (силові трансформатори, роз'єднувачі, елегазові вимикачі, трансформатори струму тощо). Впроваджено нову систему управління «Овація».
Введена у промислову експлуатацію автоматизована система комерційного обліку електроенергії.
Замінено 43 одиниці гідромеханічного обладнання (затвори, сміттєзатримуючі решітки).
Проведена заміна п'яти гідротурбін ДГЕС-2 з переходом на робочі колеса поворотно-лопатевого типу, збільшенням потужності до 120 МВт і модернізація генераторів.
Введено в дослідну експлуатацію автоматизована система контролю безпеки ГТС.
Тривали роботи щодо відновлення гідроізоляції гідротехнічних споруд ДГЕС.
В ході проведення тендеру по заміні трьох агрегатів ГЕС-1 перемогла австрійська фірма «Andritz Hydro».
Роботи по реконструкції трьох агрегатів Дніпровської ГЕС-1 розпочаті у 2018 році.
Впродовж 2019 року на Дніпровській ГЕС тривала реконструкція гідроагрегатів № 2 та № 3, а на Дніпровській ГЕС-2 — реконструкція гідроагрегата № 16.
Роботи з технічного переоснащення ДніпроГЕС-1 проводить австрійсько-німецька компанія «ANDRITZ HYDRO», яка є одним з провідних світових постачальників електромеханічного обладнання для електростанцій. Станом на кінець року проведено обстеження проточних частин, виконано лікування бетону гідроагрегатів № 2, 3. Також триває відновлення облицювання водоводу, спіральної камери та відсмоктувальної труби гідроагрегата № 3. На монтажному майданчику завершується збирання корпусу статора гідрогенератора для гідроагрегата № 3. Реконструкція гідроагрегатів, яка передбачалась завершитися у 2020—2021 роках, що дозволило збільшити встановлену потужність станції на 17 МВт.
Реконструкцію гідроагрегата № 16 на ДніпроГЕС-2 виконували українські заводи-виробники гідроенергетичного обладнання. На об'єкті завершено збирання статора в шахті гідроагрегата, а також завершується збирання ротора гідрогенератора та робочого колеса гідротурбіни. Роботи з реконструкції на ДніпроГЕС-2 фінішуватимуть наступного року. Як наслідок, встановлена потужність станції зросте на 7,5 МВт.
На ДніпроГЕС-2 виконано бетонування водоводів гідроагрегатів № 16, 17 та ін'єктування шпонок водоводів гідроагрегатів № 11, 14, що підвищить надійність експлуатації їх проточної частини.
Також упродовж поточного року виконано нетипові ремонти гідроагрегатів № 7 (часткова заміна обмотки статора) та № 18 (відновлення вертикальності лінії валу), які підвищили працездатність та надійність цих машин. Окрім того, на водозливній греблі замінено один основний затвор (у шостому прольоті) та виконано реконструкцію його закладних частин.
Реалізація проєкту 2-го етапу реконструкції дозволило збільшити потужність станції на 85,2 МВт, при цьому сумарна потужність ДніпроГЕС складе 1610,6 МВт.

## Сучасний стан
Влітку 2020 року на автошляху ДніпроГЕСу була знайдена тріщина завдовжки близько 600 м. На ДніпроГЕС було введено обмеження для транспорту вагою не більше, ніж в 3 тонни і швидкість не більше 40 км/год.
18 листопада 2021 року під час наради в «Укргідроенерго» затверджена концепція реконструкції греблі Дніпровської ГЕС, в результаті якої заплановано роз'єднати зустрічні потоки транспорту, а також побудувати другий ярус шляхопроводу.
Щогодини в середньому в обидва боки греблею проїжджає 3600 автомобілів. У 1970-х роках, коли проїжджу частину було розширено до чотирьох смуг, пропускну здатність розраховували виходячи з потоку 750 автомобілів на годину. Зважаючи на величезний транспортний потік, греблю заплановано реконструювати з побудовою другого ярусу.
До травня 2022 року було заплановано завершити проєкт реконструкції греблі Дніпровської ГЕС, після цього проведуть процедуру закупівлі та розпочнуться виконання робіт з реконструкції.
У 2022 році у Запоріжжі планували розпочати масштабну реконструкцію Греблі Дніпрогес. В рамках проєкту, гребля буде двоярусною з кількома смугами на кожному.
У 2023 році греблю Дніпровської ГЕС планувалося закрити для руху автотранспорту на капітальну реконструкцію, але цим планам завадило широкомасштабне російське вторгнення в Україну.

### Російсько-українська війна
31 жовтня 2022 року, вранці, російські окупанти завдали масованого ракетного удару по об'єктах критичної інфраструктури в Україні. Зокрема, було зафіксовано влучання ракети у електричну підстанцію Дніпровської ГЕС.
22 березня 2024 року, вранці, російські окупанти вчергове під час одного з наймасованіших ракетних ударів по об'єктам критичної інфраструктури і енергетики України обстріляли Дніпровську ГЕС, сильно пошкодивши, але не зруйнувавши греблю, рух автодорожнім переїздом греблі був повністю обмежений. Директор «Укргідроенерго» Ігор Сирота після цих ударів повідомив: «ДніпроГЕС у Запоріжжі складається з двох станцій, обидві наразі не працюють. ГЕС-2 у критичному стані, ГЕС-1 наразі теж не працює. Необхідно повністю відновлювати машинний зал і електричне обладнання станції». У річку Дніпро потрапили нафтопродукти, забруднено ґрунти, на греблю повністю знищений тролейбус ЗіУ-682, який в цей час рухався греблею з пасажирами. Правоохоронці розпочали розслідування за фактом масованого обстрілу російськими окупантами Запоріжжя та Дніпровської ГЕС. За підрахунками Міністерства захисту довкілля та природних ресурсів збитки довкіллю від атаки на ДніпроГЕС 160 тис. грн.
1 червня 2024 року, вночі, російські окупанти здійснили масовану комбіновану атаку по території України, під ракетний удар потрапило й місто Запоріжжя. За даними обласної та міської влади, в Запоріжжі окупанти вгатили по об'єкту енергетичної інфраструктури. Після нічних масованих ракетних ударів по Запоріжжю тимчасово було перекрито рух греблею Дніпровської ГЕС. За повідомленням начальника Запорізької ОВА Івана Федорова, внаслідок ракетної атаки РФ по місту вночі 1 червня, ДніпроГЕС перебуває в критичному стані, а про вироблення електроенергії — навіть не йдеться.
За два з половиною роки повномасштабного російського вторгнення окупанти завдали ударів по ДніпроГЕС 40 ракетами різного типу та «шахедами».

## Технічні характеристики
| Параметри                                | Одиниці виміру | Кількість |
| ---------------------------------------- | -------------- | --------- |
| Довжина напірного фронту гідровузла      | м              | 1200      |
| Максимальний тиск на спорудженні         | м              | 38,4      |
| Через споруди                            | м3/с           | 25489     |
| Через греблю                             | м³/с           | 20250     |
| Гідроагрегат ГЕС-1                       | м³/с           | 2191      |
| Гідроагрегат ГЕС-2                       | м³/с           | 20250     |
| Повний обсяг Дніпровського водосховища   | млн м³         | 3320      |
| Корисний обсяг Дніпровського водосховища | млн м³         | 850       |

## Основні характеристики
|                   | Наявні агрегати                                                                   | Кількість |
| ----------------- | --------------------------------------------------------------------------------- | --------- |
| Дніпровська ГЕС-1 | Агрегати потужністю 72 МВт (в реконструкції з підвищенням потужності до 73,6 МВт) | 3         |
| Дніпровська ГЕС-1 | Агрегати потужністю 72 МВт                                                        | 6         |
| Дніпровська ГЕС-1 | Агрегат власних потреб потужністю 2,6 МВт                                         | 1         |

|                   | Наявні агрегати                                                                     | Кількість |
| ----------------- | ----------------------------------------------------------------------------------- | --------- |
| Дніпровська ГЕС-2 | Агрегати потужністю 120 МВт                                                         | 5         |
| Дніпровська ГЕС-2 | Агрегати потужністю 119 МВт                                                         | 1         |
| Дніпровська ГЕС-2 | Агрегат потужністю 104,5 МВт                                                        | 1         |
|                   | Агрегати потужністю 104,5 МВт (в реконструкції з підвищенням потужності до 120 МВт) | 2         |

## ДніпроГЕС у літературі
Будівникам Дніпровської ГЕС присвячені роман «Гарячі почуття» (1947) та драма «Дніпрові зорі» (1953) Якова Баша, роман «Нові береги» та збірка «Дніпрові саги. Новели Дніпрельстану» (1931) Гордія Коцюби. Також оборона ДніпроГЕС 1941 року згадується у романі «Людина і зброя» Олеся Гончара.
Підкорення Дніпра — будівництву Дніпровської ГЕС присвячені:
- вірш Самуїла Яковича Маршака «Війна з Дніпром»;
- роман Федора Гладкова «Енергія»;
- Юрезанський В. Т. Підкорення річки. (Історія Дніпробуду). М .: Радянський письменник, 1946, 356 с. — 20 тис. екз. (Худож.-док. Роман).
- Юрезанскій В. Т. Вогні на Дніпрі. Мал. П. Осовського М .: Детгиз, 1955, 447 с., — 30 тис. екз.

## ДніпроГЕС у кіно
У 1927 року знятий маловідомий документальний фільм «Одинадцятий» всесвітньо відомим режисером та сценаристом Дзигом Вертовим (Давид Кауфман). Тривалий час про фільм було відомо лише вузькому колу людей, а в електронному вигляді він з'явився нещодавно. У фільмі є можливість побачити документальні кадри будівництва Дніпровської ГЕС.

## Демонтаж напису «ДнепроГЭС имени В.И.Ленина»

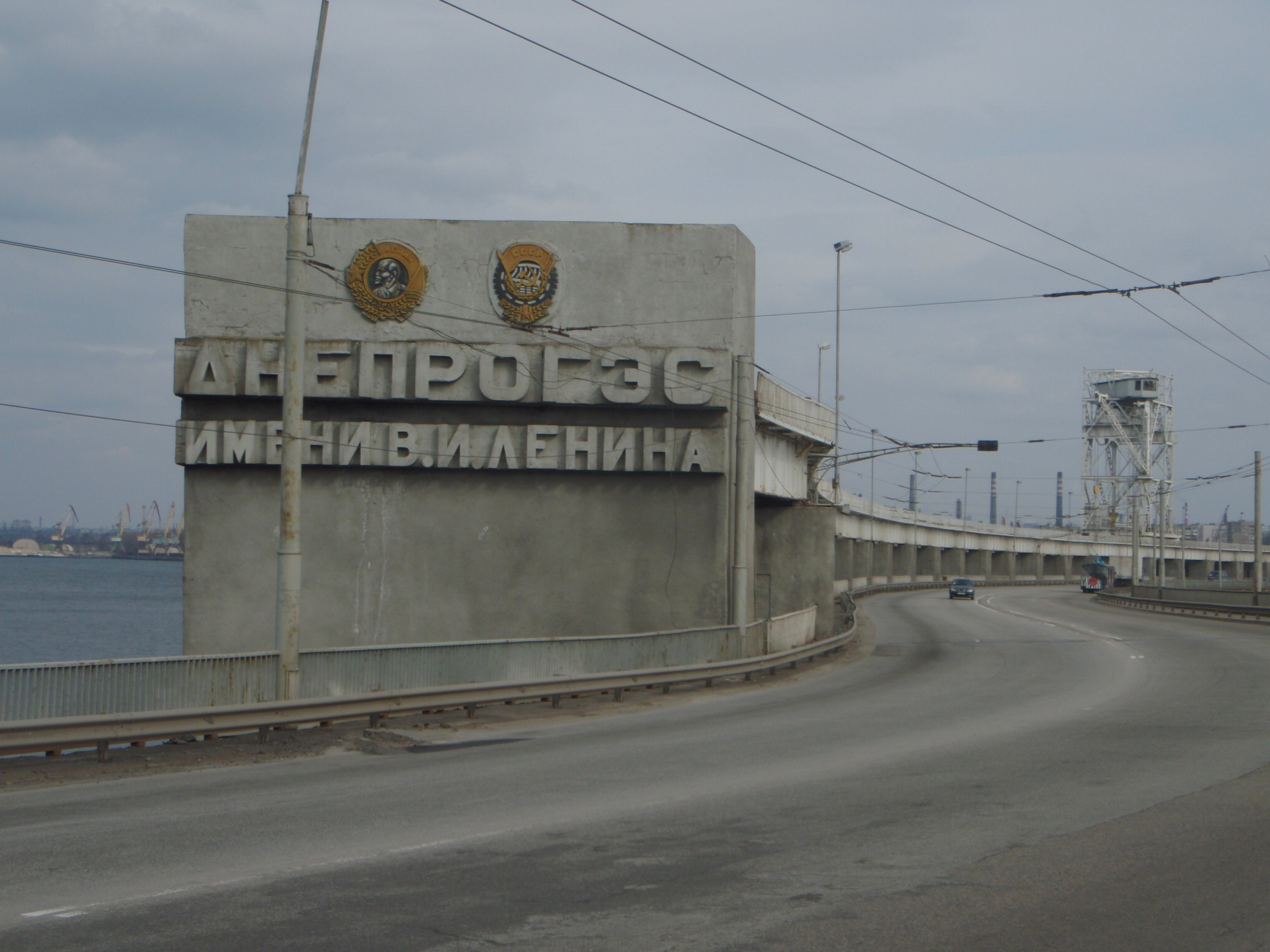
Дніпровська ГЕС до 28 липня 2016 року

У квітні 2016 року напис «ДнепроГЭС имени В. И. Ленина» (укр. ДніпроГЕС імені В. І. Леніна), розташований на греблі ДніпроГЕСу демонтовано в рамках декомунізації.

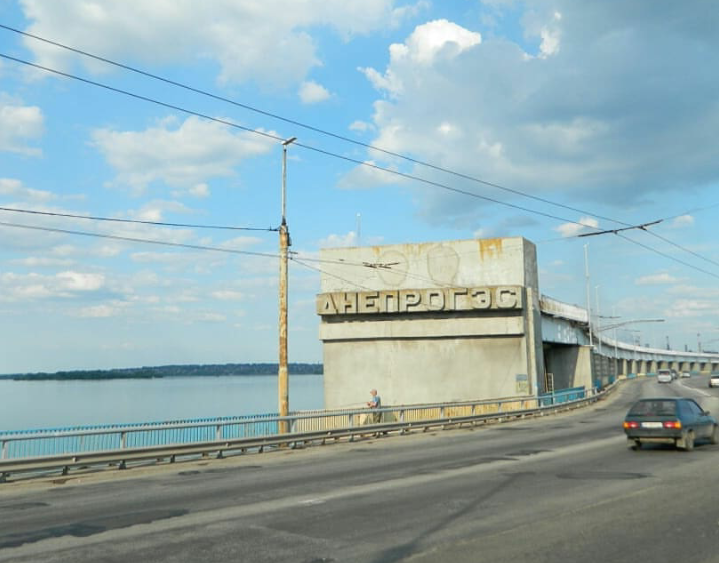
Дніпровська ГЕС з 29 липня 2016 року (після декомунізації)

29 липня 2016 року ДніпроГЕС остаточно декомунізували.
30 вересня 2016 року у Запоріжжі активісти планували розфарбувати в'їзд на ДніпроГЕС, його хочуть зробити максимально патріотичним. Варіанти того, як розфарбувати до Дня міста (14 жовтня 2016 року) перший бік ДніпроГЕС, виклали в соцмережі. Ініціатором проєкту став активіст-художник Денис Антюхов, який запропонував кілька варіантів перетворення ДніпроГЕСу. Варіанти оцінили по різному. Критикували герб Запоріжжя, який нібито так не можна зображувати або дивувалися навіщо ДніпроГЕС на ДніпроГЕСі. Однак, після критики в соціальних мережах, проєкт вирішили відкласти.

## Екскурсії
Відвідати Дніпровську ГЕС, або будь-яку іншу станцію у містах, де розташовані філії компанії Укргідроенерго, можна попередньо домовившись з керівництвом про дату, час та програму відвідин. Всі екскурсії для організованих груп школярів та студентів — безкоштовні.

## Вшанування

### Топоніміка
В Україні є село Дніпрельстан Запорізької області.
У місті Запоріжжя є вулиця Дніпрогесівська.
У місті Дніпро є вулиця Дніпрельстанівська та вулиця Дніпрогесу.

## Контакти
Директор: Віктор Кучер
Адреса: 69096, Україна, Запорізька область, м. Запоріжжя, бульвар Вінтера, 1
Сайт: https://uhe.gov.ua/filiyi/dniprovska_hes [Архівовано 8 червня 2020 у Wayback Machine.]

## Галерея

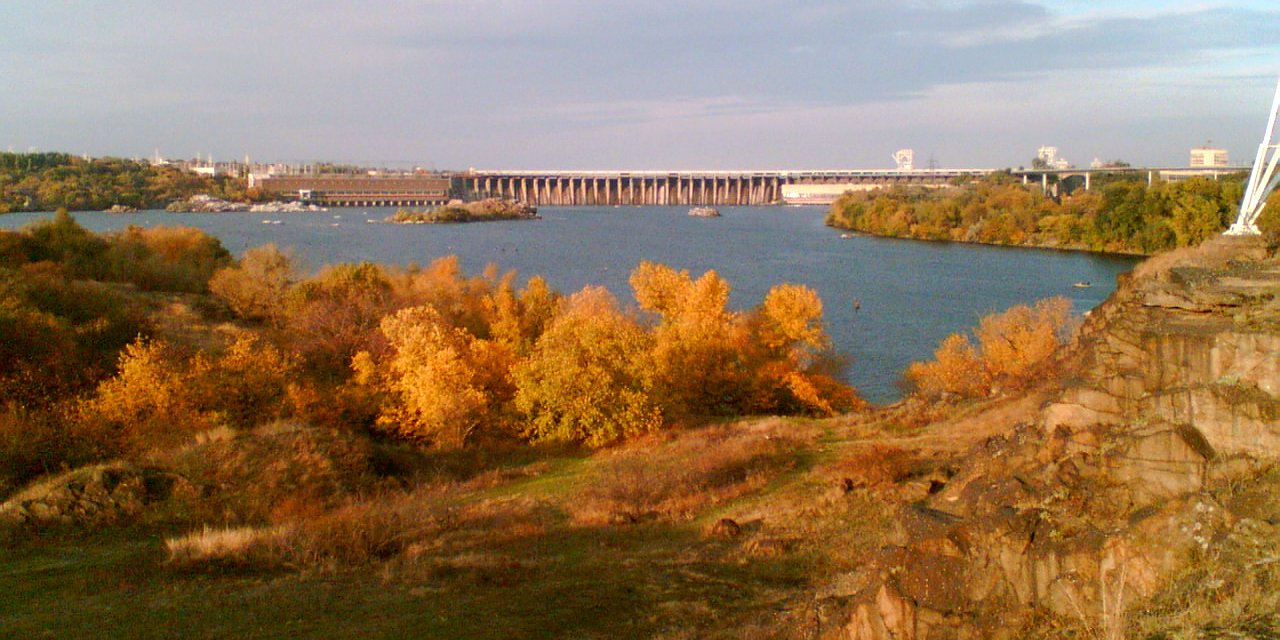
Краєвид на Дніпровську ГЕС з острова Хортиця
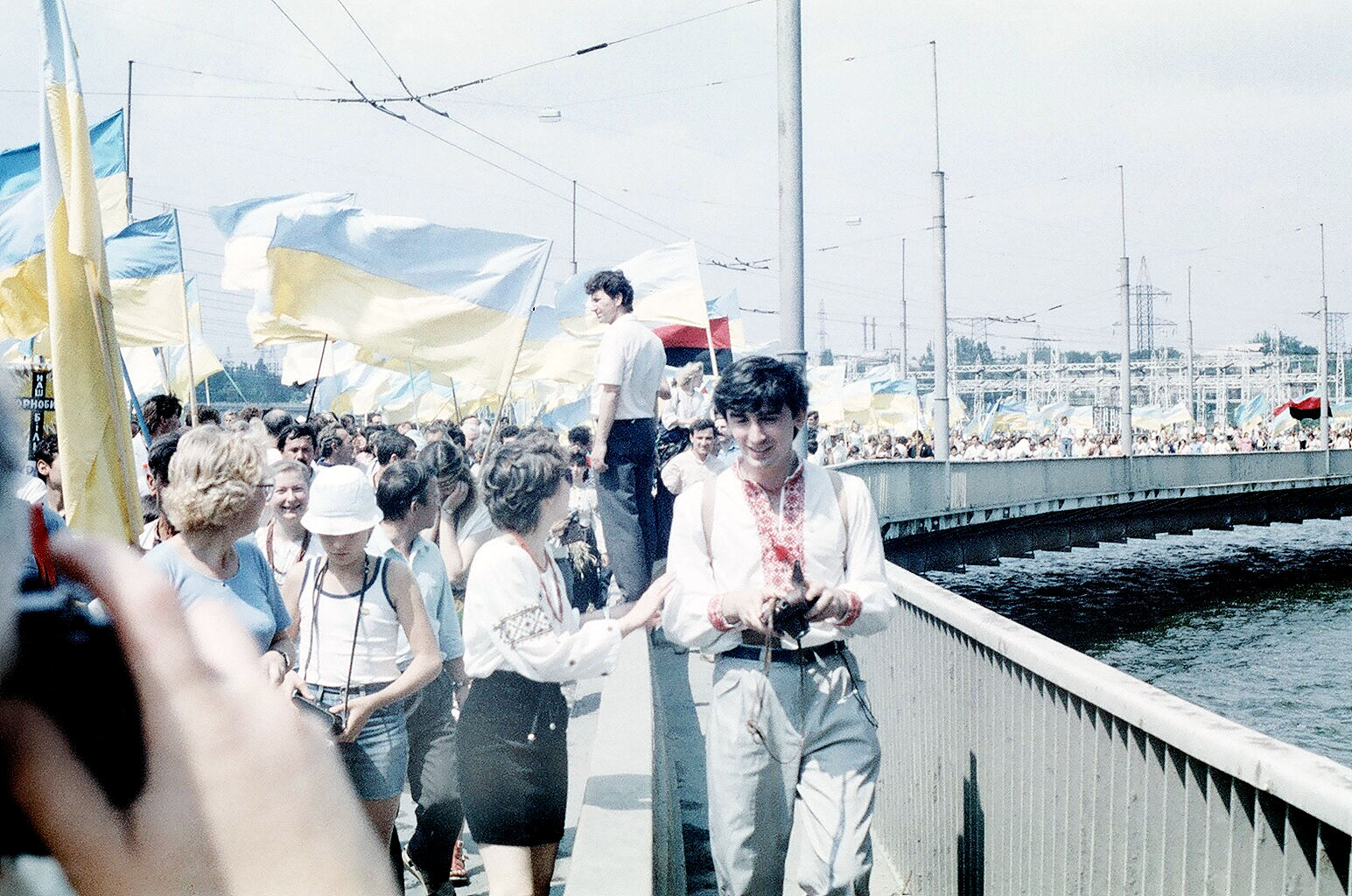
Масова хода через ДніпроГЕС у 1990 році. Історико-просвітницька акція Товариства української мови та Народного Руху України. Понад 300 тис. учасників
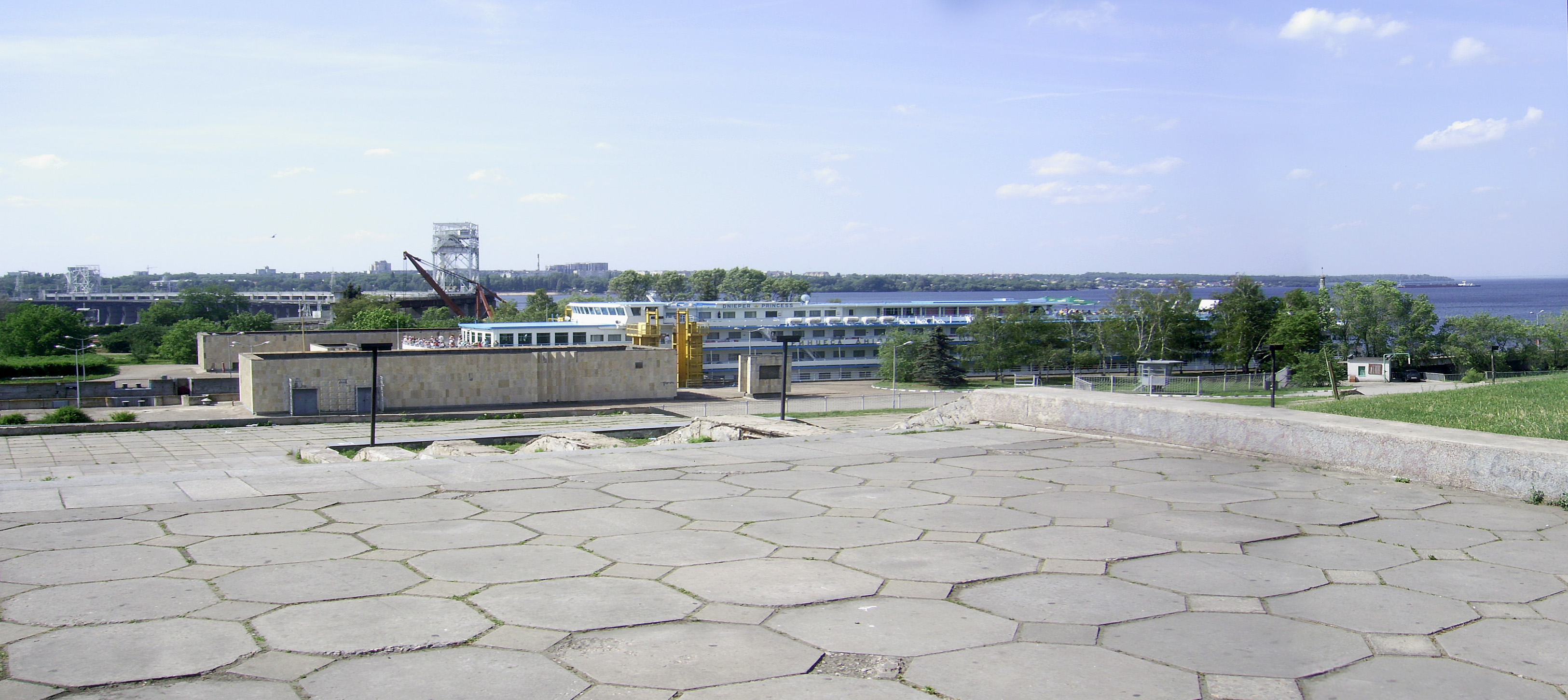
Краєвид на ДніпроГЕС з площі Запорізької
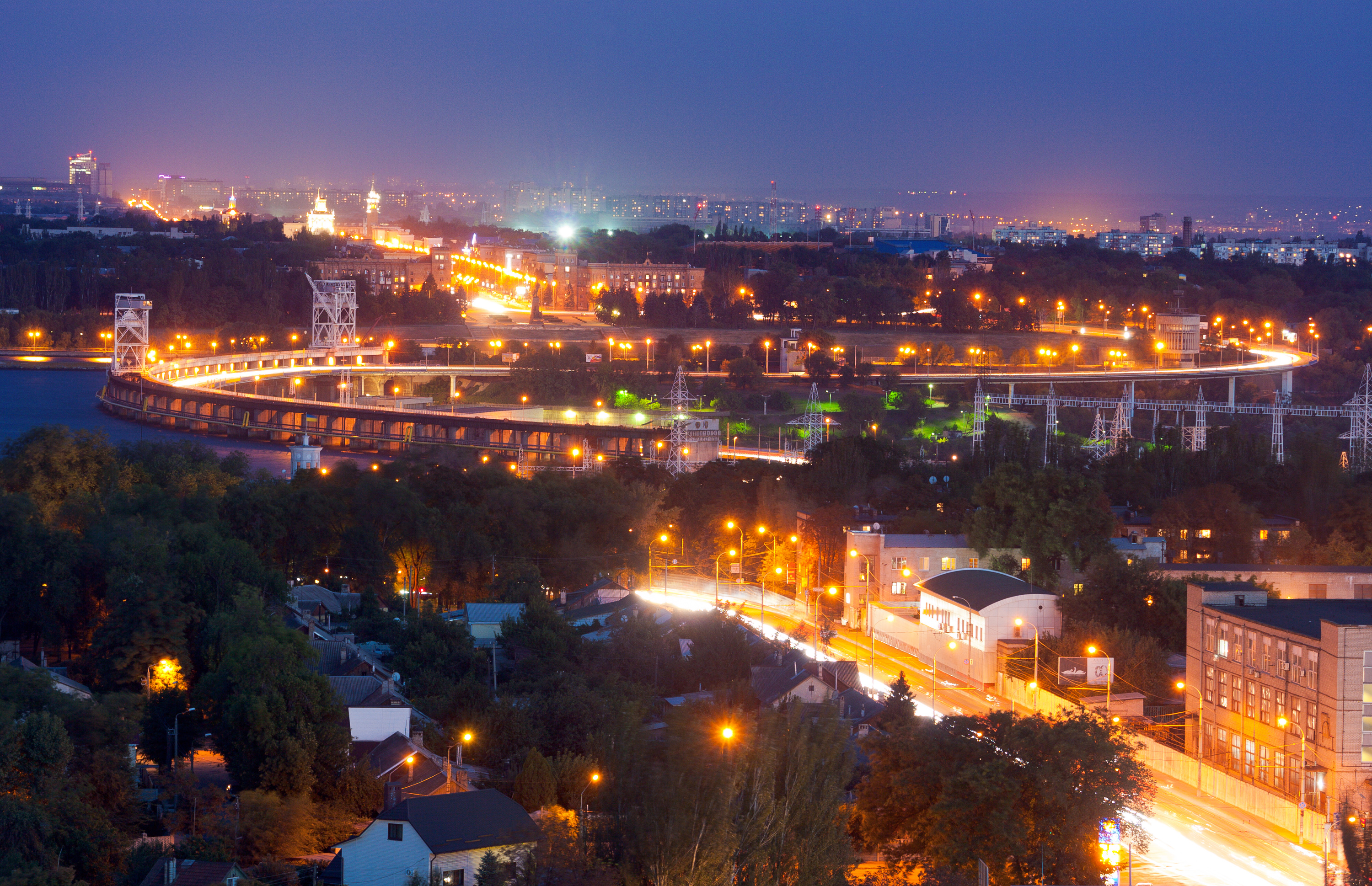
ДніпроГЕС вночі
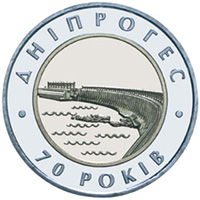
Монета до 70-річчя Дніпровської ГЕС
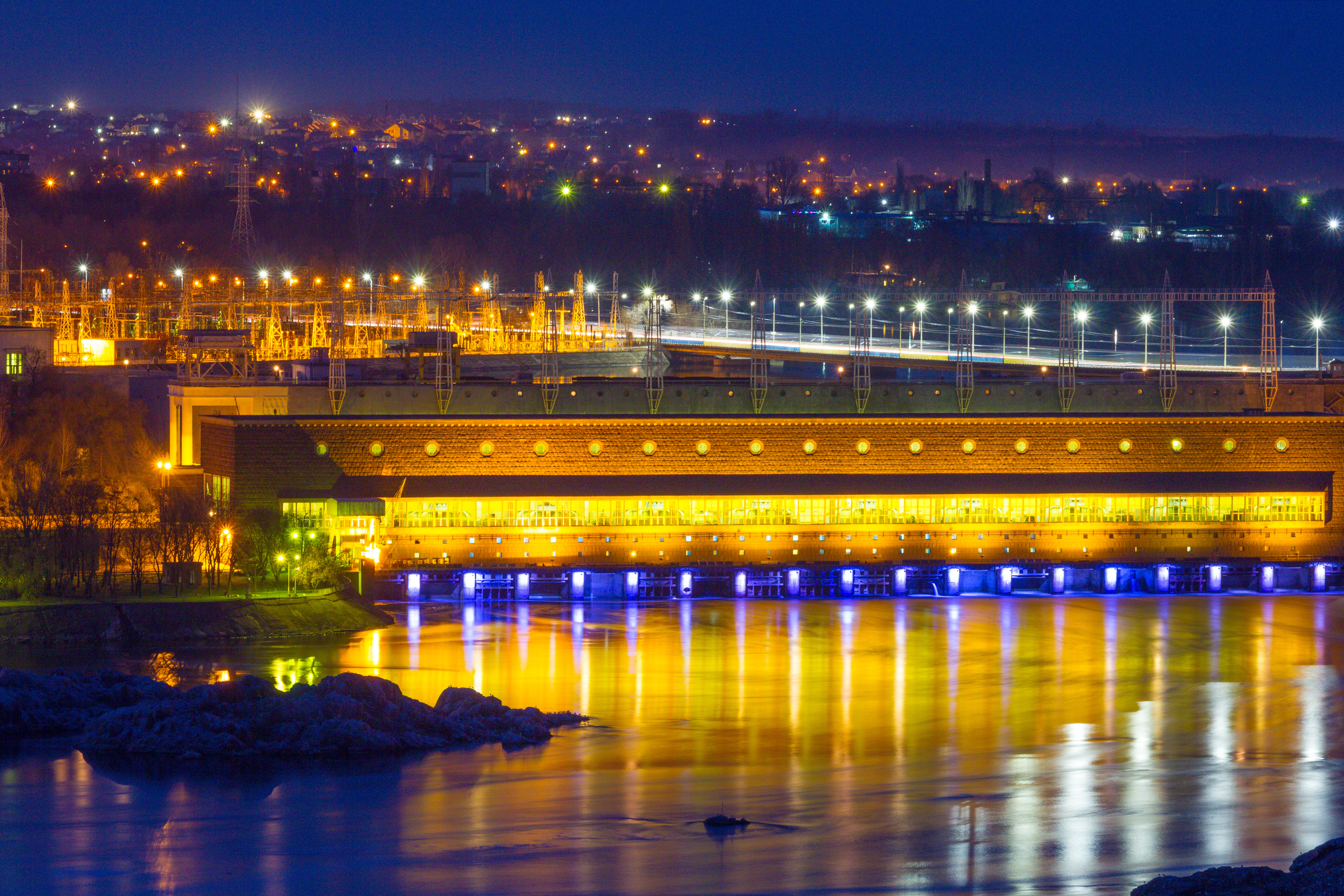
ДніпроГЕС вночі
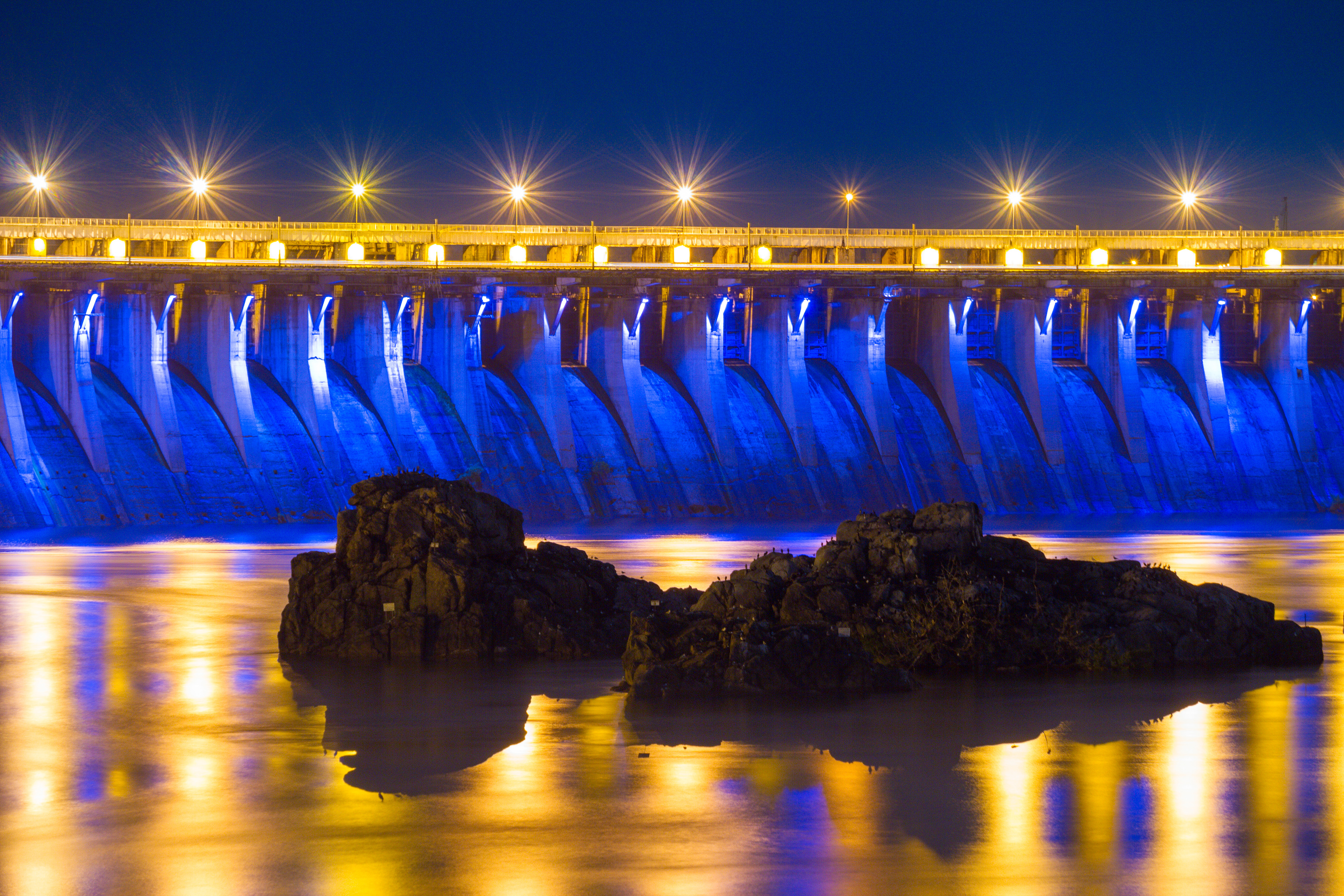
ДніпроГЕС вночі
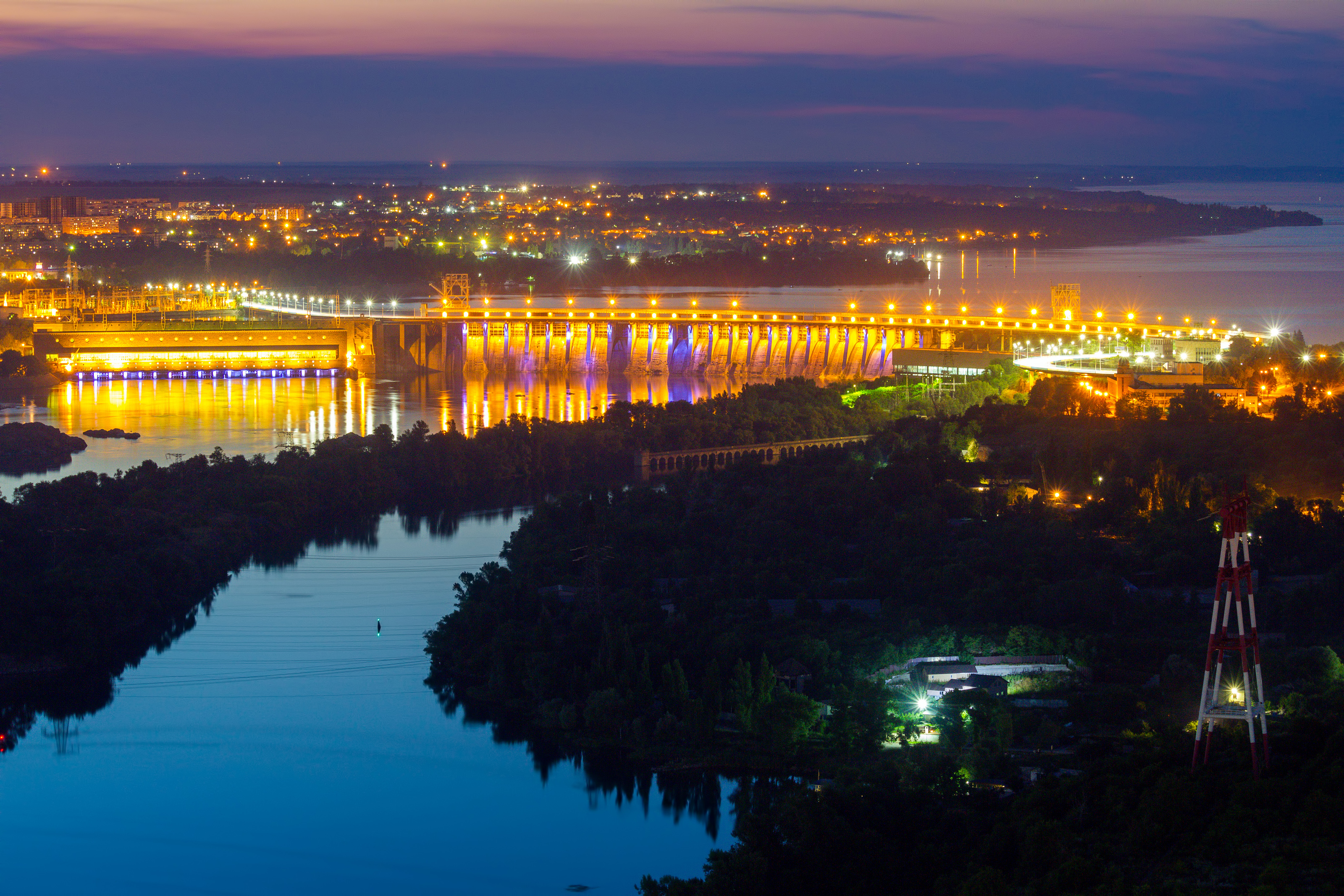
Вигляд з висоти
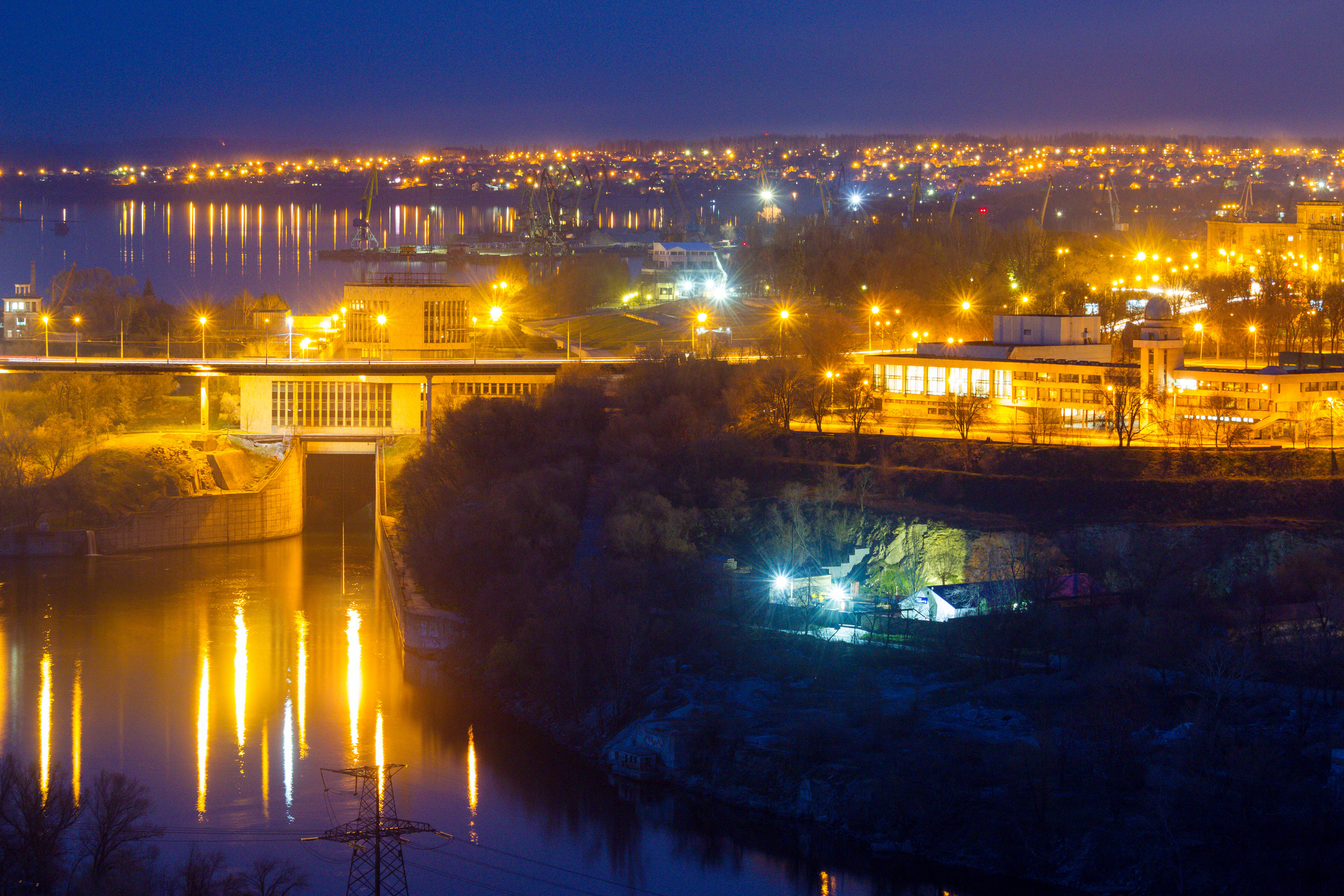
Вхід у шлюз
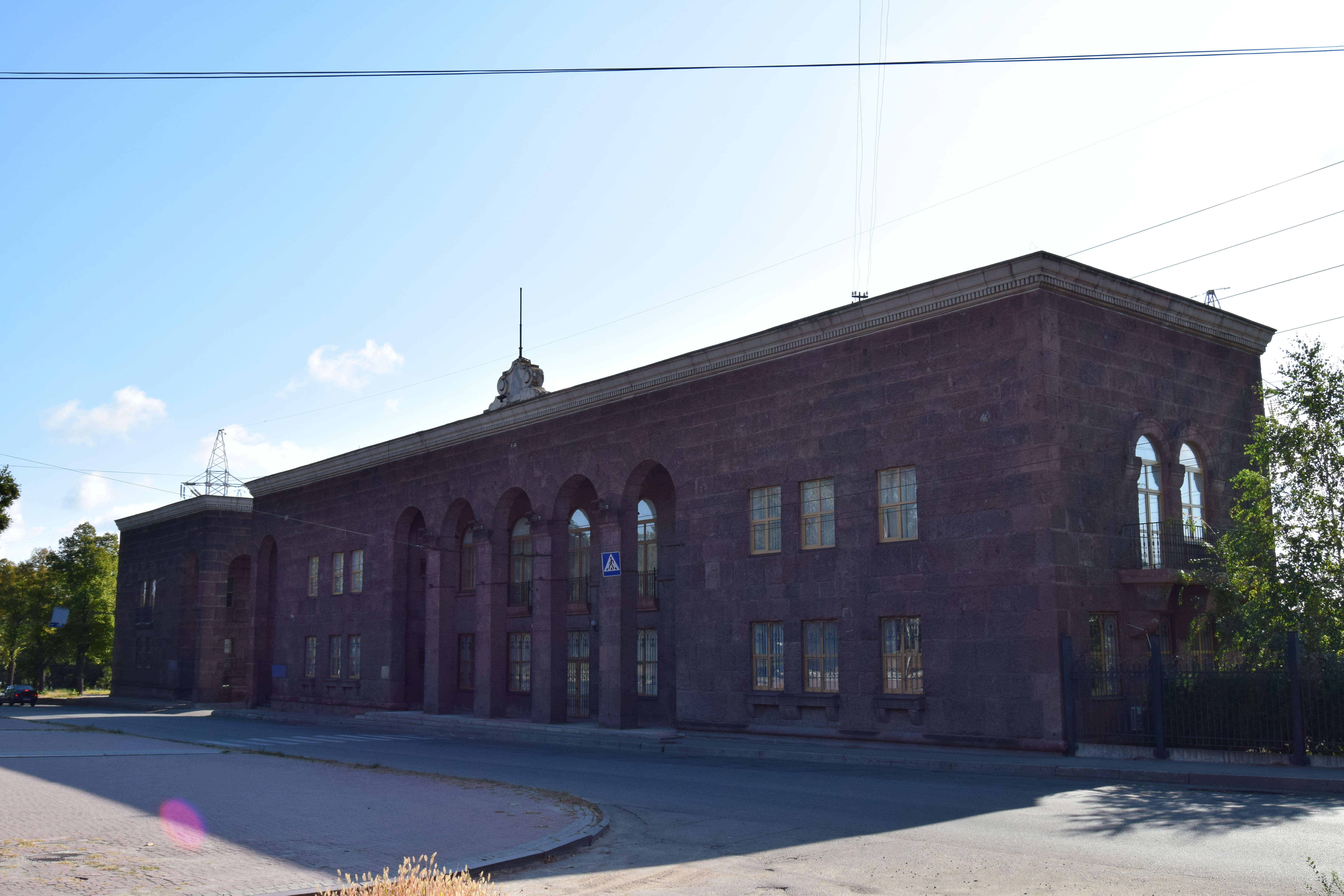
Адміністрація ДніпроГЕС
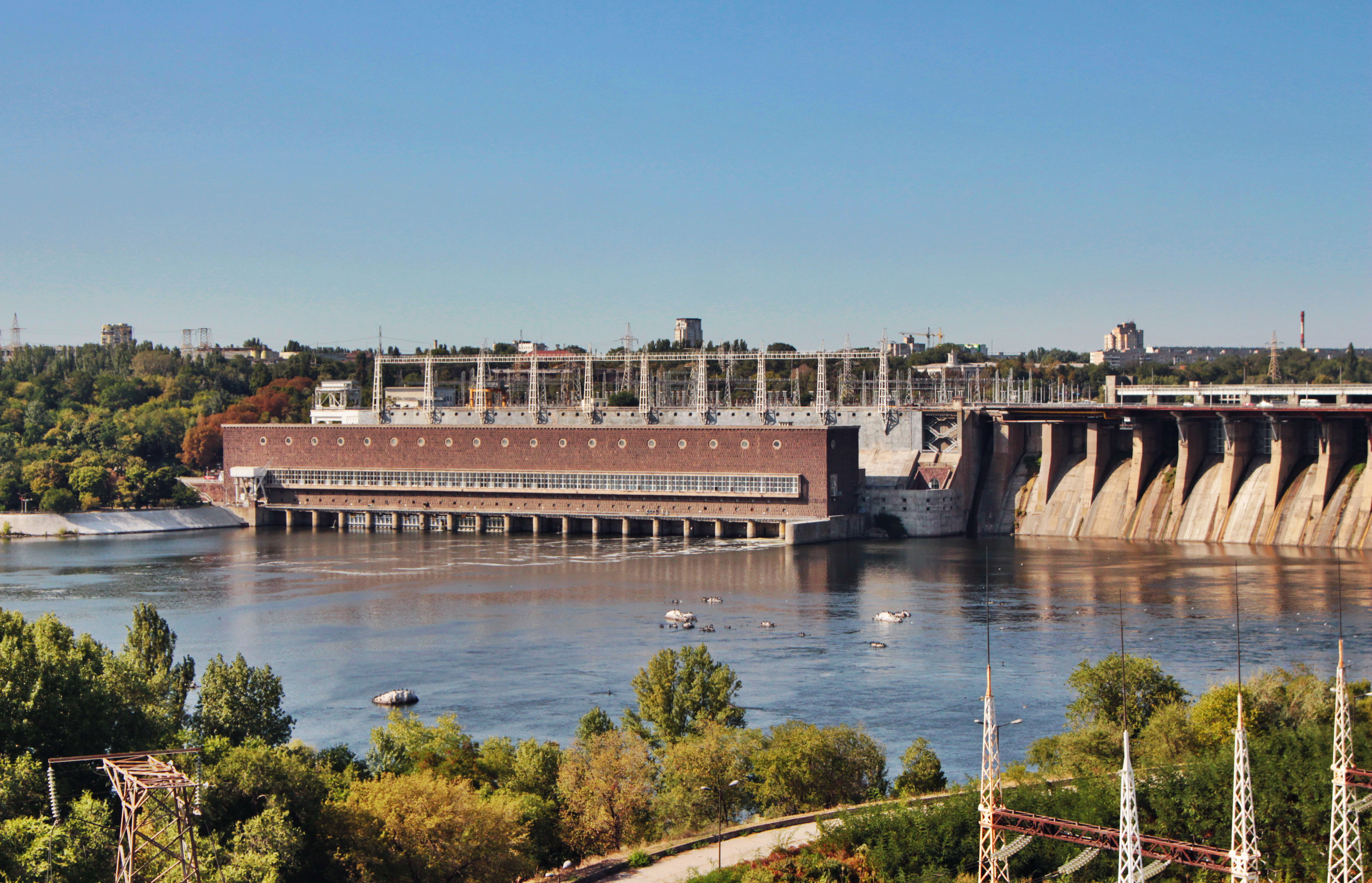
Сучасний краєвид греблі
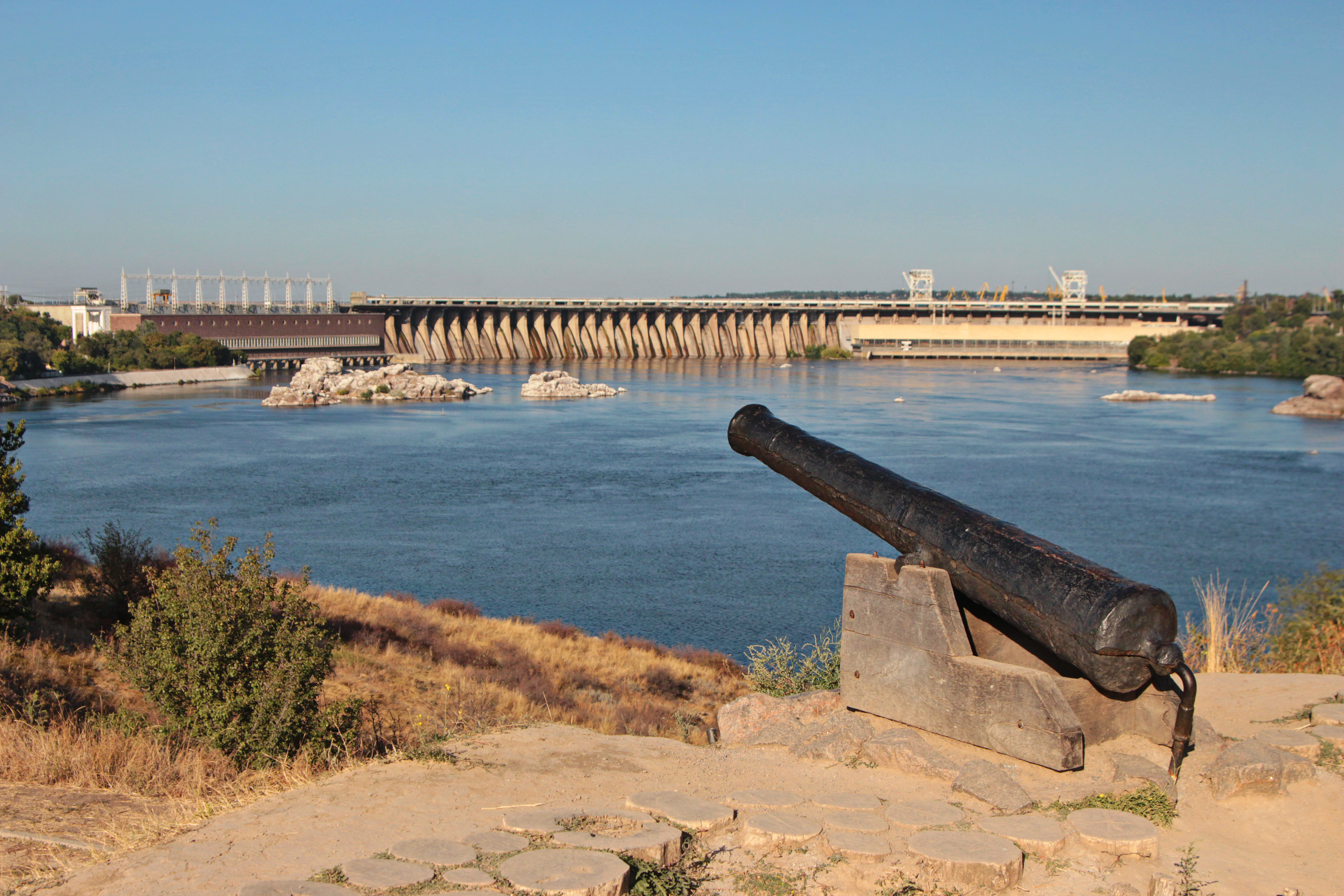
Вигляд з острова Хортиця
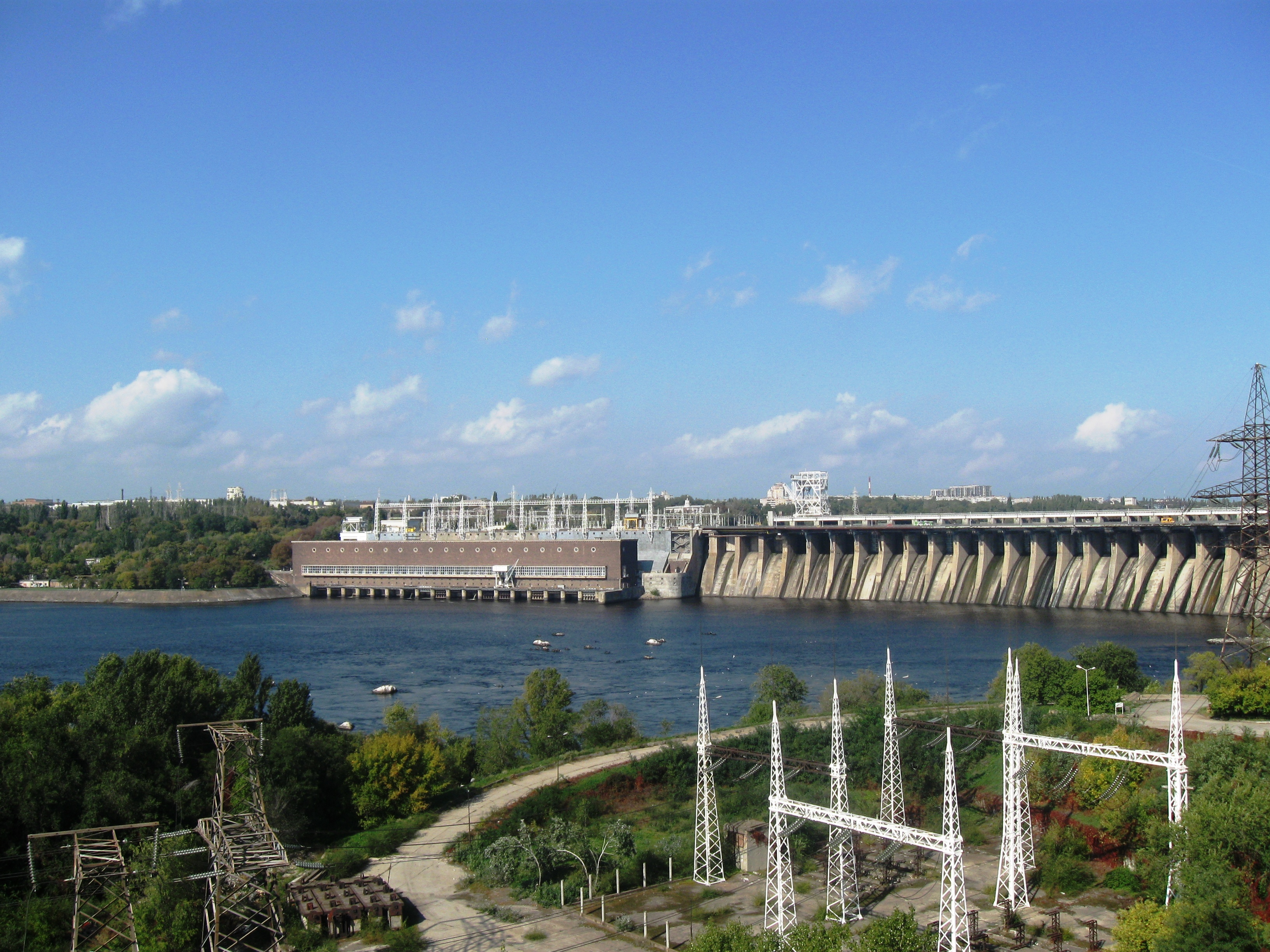
Гребля і силова станція